# Mastopoma papillosum
Mastopoma papillosum är en bladmossart som beskrevs av Brotherus 1928. Mastopoma papillosum ingår i släktet Mastopoma och familjen Sematophyllaceae. Inga underarter finns listade i Catalogue of Life.